# Bjerkvik
Bjerkvik est une localité du comté de Nordland, en Norvège.

## Géographie
Administrativement, Bjerkvik fait partie de la kommune de Narvik.